# Мирјам Шницер
Мирјам Шницер (Фрајбург, 14. јануар 1977) је бивша немачка професионална тенисерка.

## Биографија
Рођена је 14. јануара 1977. у Фрајбургу, као једно је од двоје деце Габи и Валтера Шницера. За тенис ју је заинтересовао отац када је имала четири године. Професионално се такмичила од 1994. Године 1999. је достигла свој најбољи ранг од сто девет на свету и освојила четири титуле на такмичењима Међународне тениске федерације.
Свих њених пет наступа у главном жребу на гренд слему, укључујући три на Вимблдонским турнирима, дошло је након што је прошла квалификације. Ушла је у друго коло УС Опена 1998. победивши Елену Татаркову. У квалификацијама за УС Опен 2000. је победила Данијелу Хантухову и Виржинију Разано. Њен најбољи учинак је био наступ у четвртфиналу на Отвореном првенству Немачке 2001. када је победила Франческу Скјавоне, Натали Тозију и Денису Хладкова, пре него што је изгубила од Жастин Енен.
Повукла се из професионалног тениса 2002. године.

## Финале Међународне тениске федерације

### Сингл (4–5)
| Врста           |
| --------------- |
| $25,000 турнири |
| $10,000 турнири |

| Резултат       | Број | Датум             | Место           | Противник            | Скор           |
| -------------- | ---- | ----------------- | --------------- | -------------------- | -------------- |
| Другопласирани | 1.   | 18. април 1994.   | Нотингем        | Шанон Петерс         | 0–6, 0–6       |
| Другопласирани | 2.   | 6. март 1995.     | Бухен           | Керстин Таубе        | 2–6, 4–6       |
| Другопласирани | 3.   | 24. јул 1995.     | Истанбул        | Емануел Гаљарди      | 4–6, 6–7(8–10) |
| Победник       | 4.   | 16. фебруар 1997. | Рогашка Слатина | Јекатерина Сисоева   | 7–6, 6–4       |
| Победник       | 5.   | 9. март 1997.     | Бухен           | Магдалена Зденовкова | 6–2, 4–6, 7–5  |
| Другопласирани | 6.   | 8. март 1998.     | Бухен           | Јелена Дементјева    | 1–6, 3–6       |
| Другопласирани | 7.   | 13. фебруар 2000. | Љубљана         | Тина Крижан          | 2–6, 3–6       |
| Победник       | 8.   | 9. јул 2000.      | Штутгарт        | Мија Бурић           | 6–3, 6–4       |
| Победник       | 9.   | 16. јул 2000.     | Дармштат        | Рената Кучерова      | 6–4, 6–3       |

### Дубл (0–1)
| Резултат       | Број | Датум             | Место           | Партнер     | Противници                     | Скор     |
| -------------- | ---- | ----------------- | --------------- | ----------- | ------------------------------ | -------- |
| Другопласирани | 1.   | 15. фебруар 1998. | Рогашка Слатина | Тина Писник | Тина Крижан Катарина Среботник | 0–6, 3–6 |